# Gulplettet aspargesbille
Gulplettet Aspargesbille (Crioceris asparagi) er en slank bille med tre gulligt-hvide pletter langs hver af dækvingerne. Den lever udelukkende af planter fra slægten Asparges (Asparagus), hvor den afgnaver skuddene for blade, knopper, blomster og skudspidser. Skaden kan blive meget synlig, og energitabet ved at have mistet bladene svækker planten det følgende år.

## Livscyklus
Under danske forhold er der normalt 2 generationer pr. år. Under mere varme klimaforhold kan der være op til 5 årlige generationer, som kommer i bølger med ca. 4 ugers mellemrum. De voksne biller overvintrer under vissent løv, under bark eller i hule stængler. De kommer frem i slutningen af april eller begyndelsen af maj, hvor de straks parrer sig. Hunnen lægger de mørkegrønne, 2 mm lange æg enkeltvis eller 3-8 sammen på de nye aspargesskud. De afsættes vinkelret på underlaget og hæftet fast i den ene ende. Efter ca. en uge klækkes æggene, og larverne begynder straks at gnave af planterne. Larverne er grågrønne med sort hoved og sorte ben. Efter 2-3 uger er de udvoksede, hvorefter de søger ned for at forpuppe sig i jorden. Pupperne er omgivet af en silkeagtig kokon, og efter 5-10 dage kryber de voksne biller ud af hylsteret.
I juli kommer den 2. generation af biller frem, og efter parringen lægger hunnerne æg på samme måde, som det skete med 1. generations æg. Larverne af den nye generation er ofte meget talrige, og de gnaver kraftigt på planterne frem til september, hvor de forpupper sig. De nyklækkede voksne biller opsøger beskyttede steder, hvor de overvintrer.

## Skade på planterne
Billernes og især larvernes gnav fjerner blomster, knopper og blade. Manglen på blade nedsætter fotosyntesen, og planten berøves mulighed for at oplagre energirig næring til næste års vækst. Hos aspargesavlerne er det dog larvernes gnav i skudspidserne ("hovederne"), som er mest frygtet, for det misdanner skuddet, og de brunvisne hoveder gør afgrøden usælgelig
.

## Naturlige fjender
Snyltehvepsen Tetrastichus asparagi lægger æg i aspargesbillens æg, og hvepsens larver æder æggene indefra. Desuden har nederlandske forsøg vist, at rundormen Steinernema feltiae er næsten 100 % effektiv i udryddelsen af larverne. Metoden er dog stadig (2008) på forsøgsstadiet.
Både biller og larver ædes af edderkopper, rovinsekter, fugle og spidsmus.